# West Boylston
West Boylston é uma vila localizada no condado de Worcester no estado estadounidense de Massachusetts. No Censo de 2010 tinha uma população de 7.669 habitantes e uma densidade populacional de 213,7 pessoas por km².

## Geografia
West Boylston encontra-se localizado nas coordenadas 42° 22′ 10″ N, 71° 47′ 06″ O. Segundo o Departamento do Censo dos Estados Unidos, West Boylston tem uma superfície total de 35.89 km², da qual 33.53 km² correspondem a terra firme e (6.57%) 2.36 km² é água.

## Demografia
Segundo o censo de 2010, tinha 7.669 pessoas residindo em West Boylston. A densidade populacional era de 213,7 hab./km². Dos 7.669 habitantes, West Boylston estava composto pelo 93.34% brancos, o 4.21% eram afroamericanos, o 0.22% eram amerindios, o 0.68% eram asiáticos, o 0.03% eram insulares do Pacífico, o 0.86% eram de outras raças e o 0.67% pertenciam a duas ou mais raças. Do total da população o 5.27% eram hispanos ou latinos de qualquer raça.